# Kevojärvi
Kevojärvi eller Kevujävri är en sjö i Finland. Den ligger i kommunen Utsjoki i landskapet Lappland, i den norra delen av landet, 1 100 km norr om huvudstaden Helsingfors. Kevojärvi ligger 75,3 meter över havet. Arean är 1,02 kvadratkilometer och strandlinjen är 9,33 kilometer lång. Sjön  ingår i Tana älvs huvudavrinningsområde. 